# Lista de presidentes da Gâmbia
O presidente é o chefe de estado e o chefe de governo de Gâmbia. Segundo a constituição do país aprovada em 1970, seu mandato é de 5 anos, e pode reeleger-se indefinidamente.
No dia 30 de julho de 1981 enquanto o presidente Dawda Jawara encontrava-se no Reino Unido assistindo o casamento do príncipe Charles e de lady Diana, ocorreu uma sangrenta tentativa golpe de estado de esquerda, comandado por Kukoi Samba Sanyang. O golpe foi sufocado no dia 5 de agosto do mesmo ano, com o auxílio de tropas do Senegal.
Dawda Jawara permaneceu no poder através de sucessivas reeleições até 22 de julho de 1994, quando foi derrubado por um segundo e também sangrento golpe de estado, liderado pelo tenente Yahya Jammeh. Dois anos depois, Jammeh candidatou-se e foi eleito presidente, reelegendo-se em 1996, com 52% dos votos, em 2001, com 69% dos votos, em 2006, com 53% dos votos, e em 2011 com 63,7%.
Esta é a lista dos presidentes da Gâmbia após 1970.

## Lista de presidentes da Gâmbia (1970-presente)
| №          | Nome                                          | Retrato | Início            | Início         | Partido                                                                       |
| №          | Nome                                          | Retrato | Início do mandato | Fim do mandato | Partido                                                                       |
| ---------- | --------------------------------------------- | ------- | ----------------- | -------------- | ----------------------------------------------------------------------------- |
| 1          | Pierre Sarr N'Jie                             |         | 1961              | 1962           | People's Progressive Party                                                    |
| 2          | Dawda Jawara                                  |         | 1962              | 1965           | People's Progressive Party                                                    |
| 3          | Dawda Jawara                                  |         | 1965              | 1970           | People's Progressive Party                                                    |
| The Gambia |                                               |         |                   |                |                                                                               |
| 4          | Sir Dawda Jawara                              |         | 1970              | 1981           | People's Progressive Party                                                    |
| 5          | Kukoi Sanyang                                 |         | 1981              | 1981           | chairman National Revolutionary Council, Gambia Socialist Revolutionary Party |
| 5 6 7      | Kukoi Sanyang , Ousman Bojang , Gibril George |         | 1981              | 1981           | chairman National Revolutionary Council, Gambia Socialist Revolutionary Party |
| 8          | Sir Dawda Jawara                              |         | 1981              | 1994           | People's Progressive Party                                                    |
| 9          | Colonel Yahya Jammeh                          |         | 1994              | 1996           | Armed Forces Provisional Ruling Council                                       |
| 10         | Yahya Jammeh                                  |         | 1996              | 2006           | Alliance for Patriotic Reorientation and Construction                         |
| 11         | Lang Tombong Tamba                            |         | 2006              | 2006           | Armed Forces Provisional Ruling Council                                       |
| 12         | Yahya Jammeh                                  |         | 2006              | 2014           | Alliance for Patriotic Reorientation and Construction                         |
| 13         | Colonel Yahya Jammeh , Ousman Badjie          |         | 2014              | 2014           | Armed Forces Provisional Ruling Council                                       |
| 14         | Colonel Yahya Jammeh , Ousman Badjie          |         | 2014              | 2014           | Independente                                                                  |
| 15         | Yahya Jammeh                                  |         | 2014              | 2017           | Alliance for Patriotic Reorientation and Construction                         |
| —          | Yahya Jammeh                                  |         | 2017              | 2017           | Independente                                                                  |
| 16         | Yahya Jammeh                                  |         | 2016              | 2017           | Independente                                                                  |
| 17         | Adama Barrow                                  |         | 2016              | 2017           | Independente                                                                  |
| 18         | Adama Barrow                                  |         | 2017              | 2022           | United Democratic Party                                                       |
| —          | Adama Barrow                                  |         | 2022              | 2022           | United Democratic Party                                                       |
| 19         | Adama Barrow                                  |         | 2022              | atualidade     | United Democratic Party                                                       |

## Siglas dos partidos
- CGPFA - Conselho de Governo Provisório das Forças Armadas
- ARPC - Aliança para a Reorientação Patriótica e construção